# Kiedy się zakocham...
Kiedy się zakocham... (hiszp. Cuando me enamoro) – meksykańska telenowela Televisy z przełomu 2010 i 2011 roku, której producentem jest Carlos Moreno Laguillo. Jest to nowa wersja telenoweli Kłamstwo i miłość (La Mentira) z 1998 roku. W rolach głównych występują Silvia Angélica Navarro Barva i Juan Soler. Produkcja była emitowana w Meksyku na kanale XEW-TV (El Canal de las Estrellas) o godzinie 19:00. Ostatni odcinek wyemitowano 13 marca 2011.
Historia pełnej pasji i głębokiej miłości Renaty i Jerónima, skazanej na cierpienie przez urazę i zemstę, oraz truciznę zasianą przez kłamstwo.

## Wersja polska
W Polsce telenowela była emitowana w TV4. Ostatni odcinek wyemitowano 20 marca 2012 o godzinie 17.00. W ramówce TV4 telenowelę zastąpił serial Eva Luna. Opracowaniem wersji polskiej serialu zajęło się Studio Publishing. Autorem tekstu był Daniel Wegner. Lektorem serialu był Janusz Kozioł.

## Fabuła
Gdy Jerónimo poznaje Renatę, czuje że spotkał miłość swojego życia. Ona także odwzajemnia jego uczucie nieświadoma, iż własna matka, Josefina, i siostra Roberta spróbują zburzyć jej szczęście. Obie kobiety wmawiają Jerónimowi, że Renata była tą, która zadrwiła z uczuć jego brata, Rafaela, co skłoniło go do odebrania sobie życia. Tak naprawdę jednak to Roberta była jego narzeczoną, a śmierć Rafaela nie była samobójstwem – zginął z ręki Josefiny, która nie życzyła sobie widzieć go w roli zięcia. Jerónimo przysięga nad grobem brata, że go pomści. I tak, pomimo ogromnego uczucia, jakim darzy Renatę, oszukuje ją i przekonuje do ślubu, aby następnie wywieźć na ranczo, zgotować piekło, a tym samym ukarać za cierpienie, na jakie skazała jego brata.
Nie tylko Jerónimo, lecz Renata także padła ofiarą kłamstwa, które pozbawiło ją prawdziwej tożsamości. Dorastała w przekonaniu, że Josefina jest jej rodzoną matką, a Roberta bliźniaczą siostrą. Tymczasem jednak Josefina była niegdyś kochanką Roberta, ojca obu dziewczynek, i Renata jest tak naprawdę córką jego żony, Reginy. Roberto zginął w wypadku, tuż po tym jak Josefina dowiedziała się, że uczynił on Renatę jedyną spadkobierczynią jego majątku. Postanowiła wtedy porwać małą Renatę i uczynić z niej bliźniaczą siostrę Roberty, aby domagać się jej spadku gdy ukończy 25 lat.
Regina nigdy nie zaprzestała poszukiwań córki. Poświęciła całe swoje życie centrum pomocy dla samotnych matek, którego jest szefową. Skupiona całkowicie na odnalezieniu Renaty, nie przypuszczała, że będzie jej dane jeszcze raz zaznać miłości. Tak więc, zakochuje się w Gonzalu, mężu Josefiny.
Jerónimo zbyt późno odkrywa, że padł ofiarą kłamstwa Roberty i Josefiny. Cierpienie i poniżenia, na jakie skazał Renatę, zmusiły ją do opuszczenia męża. Jerónimo będzie próbował za wszelką cenę otrzymać przebaczenie, ale nie będzie to łatwe, zwłaszcza że w życiu Renaty pojawi się inny mężczyzna, gotowy walczyć o jej miłość.

## Obsada
- Silvia Angélica Navarro Barva – Regina Gamba Soberón / Renata Álvarez Martínez / Renata Monterrubio Álvarez / Renata Monterrubio Soberón de Linares
- Juan Soler[4] – Jerónimo Linares De La Fuente „El Hermoso”
- Rocío Banquells – Josefina Álvarez Martínez de Monterrubio / Pepa / Fina
- René Casados – Gonzalo Monterrubio
- Arturo Peniche – Juan Cristóbal Gamboa (Actuación especial)
- Julieta Rosen – Regina Soberón wdowa de Gamba / Regina Soberón de Monterrubio
- Guillermo Capetillo – Antonio Iriondio
- Alfredo Adame – Honorio Sánchez
- Martha Julia – Marina Sepúlveda
- Lourdes Munguía – Constanza Monterrubio de Sánchez
- Lisardo – Agustín Dunant „El Guapo”
- Jessica Coch – Roberta Gamba Álvarez / Roberta Álvarez Martínez / Roberta Monterrubio Álvarez / Roberta Monterrubio Soberón („La Bonita”)
- José Ron – Matías Monterrubio
- Odiseo Bichir – Dr Álvaro Nesme
- Luis Gatica – Lázaro López
- Yolanda Ventura – Karina Aguilar de Nesme / Karina Aguilar de López
- Grettell Valdéz – Matilde López de Estrada
- Aleida Núñez – Alfonsina Campos Flores de Fierro
- Carlos de la Mota – Carlos Estrada
- Julio Mannino – Saúl Guardiola
- Ferdinando Valencia – José María „Chema” Casillas
- Alejandro Ruiz – Ezequiel Fierro
- Wendy González. Aktorka odeszła z telenoweli z powodu problemów zdrowotnych.Zastaąpiła ją aktorka Florencia de Saracho.... Adriana Beltrán / Adriana Sánchez Beltrán / Adriana Sánchez de Monterrubio
- Eleazar Gómez – Aníbal Cuevas
- Christian Vega – Andrés Del Valle Fonseca
- Magda Karina – Maritza del Rio / Blanca Ocampo / Dominique de la Rivera
- Sebastián Zurita – Rafael Gutiérrez De La Fuente
- Irma Dorantes – Catalina wdowa de Soberón
- Olivia Bucio – Inés Fonseca de Del Valle
- Antonio Medellín – Isidro Del Valle
- Zoraida Gómez – Julieta Montiel
- Ilithya Manzanilla – Arely
- Marco Uriel – komendant Cantú
- David Ostrosky – Benjamín Casillas
- Hugo Macías Macotela – ojciec Severino
- Geraldine Galván – Alisson Contreras
- Michelle Ramaglia – Priscila
- Jackie García – Selene Carrasco
- Jesús More – Diego Lara
- Vanessa Mateo – Lorea
- Pablo Cruz Guerrero – Daniel
- Yoselin Sánchez – Beth Arteaga
- Jorge Alberto Bolaños – mecenas Ramiro Soto
- Mario Zulayca – Humberto
- Luis Reynoso – Leoncio
- Aldo Fabila – Manríquez
- Sara Monar – Gema de Ibarrola
- Sussan Taunton – Luciana Peniche
- Raquel Morell – Ágatha Beltrán
- Marco Muñoz – Germán Ibarrola
- Yolanda Mérida – Manuela
- Sebastián Rulli – Roberto Gamba
- Lidia Ávila – Regina Soberón Vda. de Gamba (w młodości)
- Margarita Magaña – Josefina „Pepa” Álvarez Martínez (w młodości)
- Silvia Manriquez – Catalina Vda. de Soberón (w przeszłości)
- Juan Ángel Esparza – Isidro del Valle (w młodości)
- Jorge De Silva – Gonzalo Monterrubio (w młodości)
- Susana Diazayas – Inés Fonseca (w młodości)
- Mario Carballido – Honorio Sánchez (w młodości)
- Mariney Sendra – Constanza Monterrubio de Sánchez (w młodości)
- Araceli Rangel – Ágatha Beltrán (w młodości)
- Ricardo D'León
- Eduardo Cáceres
- Enrico Du Laverces – Juan Castolemos”
- Vicente Herrera – Mecenas Escandón
- Sachi Tamaziro – Eulalia

## Nagrody i nominacje

### Premios TVyNovelas 2011
| Kategoria                        | Osoba                  | Wynik     |
| -------------------------------- | ---------------------- | --------- |
| Najlepsza telenowela             | Carlos Moreno Laguillo | Nominacja |
| Najlepsza antagonistka           | Rocío Banquells        | Wygrana   |
| Najlepsza aktorka współpracująca | Jessica Coch           | Nominacja |
| Najlepszy aktor współpracujący   | René Casados           | Nominacja |
| Najlepszy aktor młodzieżowy      | Eleazar Gómez          | Nominacja |
| Najlepszy motyw muzyczny         | Cuando me enamoro      | Wygrana   |

### Premios ACE 2012
| Kategoria                         | Osoba                | Wynik   |
| --------------------------------- | -------------------- | ------- |
| Najlepszy aktor charakterystyczny | Hugo Macías Macotela | Wygrana |

### Premios Oye 2010
| Kategoria                                                                                         | Osoby                               | Wynik     |
| ------------------------------------------------------------------------------------------------- | ----------------------------------- | --------- |
| Najlepszy utwór przewodni z telenoweli, serialu, sztuki teatralnej lub filmu w języku hiszpańskim | Enrique Iglesias i Juan Luis Guerra | Nominacja |

### TV Adicto Golden Awards 2010
| Kategoria              | Osoba           | Wynik   |
| ---------------------- | --------------- | ------- |
| Najlepsza złoczyńczyni | Rocío Banquells | Wygrana |